# Ponte de Lagoncinha
A ponte da Lagoncinha, sobre o rio Ave, localiza-se no Lugar da Garrida, na freguesia de Lousado, município de Vila Nova de Famalicão, distrito de Braga, em Portugal.
Encontra-se classificada como Monumento Nacional desde em 1943.

## História
Foi construída no século XII, provavelmente sobre as ruínas de uma antiga ponte romana na via que ligava Bracara Augusta a Cale.
A ponte da Lagocinha, sobre o Rio Ave, remonta, muito possivelmente, ao período medieval, época em que substituiu a antiga ponte romana que estabelecia a ligação entre o Porto e a cidade de Braga e, principalmente, a ligação entre o Porto e Santarém, naquela que era considerada uma das mais importantes vias do Império Romano (Scalabis Praesidium Julium) (COSTA, 2002, p. 23 e 27). 
Foi utilizada pelo exército francês, comandado pelo Marechal Soult, durante a Travessia do Ave, em 1809. Houve, inclusive, combates entre as tropas francesas e o povo.
Situada na zona sul do concelho de VNF, na freguesia de Lousado sobre o Rio Ave, é um notável exemplo de ponte românica, quer em termos de engenharia, quer a nível histórico, sendo um elemento patrimonial de primeiro plano no concelho e mesmo no país.
Foi em 1952 e 1953, objecto de obras relevantes de preservação, efectuadas pela Direcção-Geral de Edifícios e Monumentos Nacionais.

## Características
É uma ponte com seis arcos, cinco corta-rios, e o seu tabuleiro tem as dimensões cerca de 120 metros de comprimento por 4 metros de largura. 
É uma ponte com tabuleiro de perfil horizontal, com duas rampas, sobre 6 arcos desiguais, uns com arco de volta redonda e outros quebrados. Tem sistematicamente contrafortes com talhamares triangulares e talhantes quadrangulares. As guardas são de cantaria de granito e o pavimento é com lajes também em granito. 

## Degradação
Solicitados pela Direcção-Geral dos Edifícios e Monumentos Nacionais, investigadores do Departamento de Estruturas da Faculdade de Engenharia da Universidade do Porto executaram uma inspecção e diagnóstico da ponte, tendo concluído que a ponte está em risco, e defendido a necessidade de uma intervenção rápida de forma a evitar a ruína da via.
A causa da degradação são fissuras detectadas na ponte, provocadas pelo "abatimento por descompressão do primeiro arco do lado norte", e que inicialmente atribuídas ao tráfego automóvel, foi verdadeiramente identificada como a colocação de uma caixa de drenagem de água, pelo do Sistema Integrado de Despoluição do Vale do Ave no leito do rio, e que alterou a corrente do mesmo.
Além de ter aumentado a velocidade do escoamento da água na zona, por ter reduzido o leito, esta estrutura direcionou as águas de encontro ao arco, causando-lhe uma fissura longitudinal. Os investigadores detectaram ainda danos generalizados, como perda de argamassa nas juntas, degradação do material granítico e presença de poluição biológica.
Em 2018 foram realizadas obras de conservação e valorização da ponte.